# Yuki Nakamura (Fußballspieler)
Yuki Nakamura (japanisch 中村 祐輝 Nakamura Yūki; * 4. Juni 1987 in Shizuoka) ist ein ehemaliger japanischer Fußballspieler.

## Karriere
Nakamura erlernte das Fußballspielen in der Schulmannschaft der Fujieda Higashi High School und der Universitätsmannschaft der Kokushikan-Universität. Seinen ersten Vertrag unterschrieb er 2010 bei CS Turnu Severin. Danach spielte er bei FK Viktoria Žižkov, FK Bodva Moldava nad Bodvou und MŠK Rimavská Sobota. 2013 wechselte er zum Zweitligisten FC Gifu. Für den Verein absolvierte er 10 Ligaspiele. 2015 wechselte er zum Ligakonkurrenten Júbilo Iwata. 2015 wurde er mit dem Verein Vizemeister der J2 League und stieg in die J1 League auf. Für den Verein absolvierte er 15 Ligaspiele. Ende 2016 beendete er seine Karriere als Fußballspieler.